# Pete Maravich
Peter Press Maravich (Aliquippa, 22 juni 1947 – Pasadena, 5 januari 1988), bekend onder de bijnaam "Pistol Pete", was een Amerikaanse basketballer. 
Hij speelde voor de Louisiana State University, waar hij met 3667 punten recordhouder werd voor meeste scores in de NCAA Division I. In 1970 begon zijn NBA-carrière bij de Atlanta Hawks en speelde daarna voor de New Orleans/Utah Jazz en de Boston Celtics. Hij nam vijf keer deel aan de NBA All-Star Game en werd in 1977 topscorer van de competitie. Ondanks vele successen in zijn carrière heeft hij geen enkel kampioenschap gewonnen en moest hij vanwege blessures zijn carrière beëindigen in 1980. In 1987 werd hij opgenomen in de Basketball Hall of Fame.
Op 5 januari 1988, op 40-jarige leeftijd, kreeg Maravich tijdens het basketballen een hartaanval waaraan hij overleed.